# Enter Art Fair
Enter Art Fair er Skandinaviens største kunstmesse og afholdes årligt i København, Danmark. Messen finder sted i slutningen af august og samler over 85 gallerier fra mere end 20 lande og 40 byer i Lokomotivværkstedet, et 10.000 m2 stort historisk eventsted. Messen tiltrækker omkring 25.000 besøgende om året og indeholder et kunstprogram og udendørs udstillingsrum.

## Baggrund
Enter Art Fair blev grundlagt af Julie Leopold Alf, der initierede og lancerede Code Art Fair i Bella Centeret. Enter Art Fair fokuserer på international samtidskunst sammenlignet med andre kunstmesser i regionen. Messen har et fokus på digital kunst og nye måder at opleve og erhverve kunst på. Flere investorer er involveret i kunstmessen herunder danske investor Lars Seier Christensen.  Gallerier ansøger om at deltage og en kuratorkomité udvælger disse efter specifikke kriterier. Gallerierne viser malerier, skulpturer, glas, keramik, grafik, video, fotografi og digital kunst.
Den indledende begivenhed blev afholdt i 2019 i et 3.000 m2 telt på Refshaleøen og omfattede 35 internationale gallerier, der tiltrak 6000 besøgende. Messen flyttede til Tunnel Fabrikken i Nordhavn i 2020 og omfattede 50 gallerier med 20.000 besøgende. Ved 2022-udgaven var 78 gallerier fra 23 lande repræsenteret sammen med 350 kunstnere og 60 institutioner. 2023-udgaven finder sted på Lokomotivværkstedet, som tidligere blev brugt til vedligeholdelse af de danske lokomotiver.

### Kunstprogram
Siden 2019 har Irene Campolmi kurateret kunstprogrammet og hun blev i 2022 anerkendt af kunstkritiker Maria Kjær Themsen for at have kurateret årets bedste kunstperformance. Fra 2020 til 2022 udviklede hun trilogiprogrammet 'A Space of Intimacy', som inviterede kunstnere, herunder Michele Rizzo, Miles Greenberg og Fallon Mayanja, til at respondere på spørgsmål om identitet, lyd og teknologi. Programmet har siden starten været støttet af Statens Kunstfond, Augustinus Fonden og Ny Carlsbergfondet.
- 2020-udgaven fik titlen 'Thinking Feelings' og inkluderede en forestilling, der udforskede den sorte krop i rummet og en "hyperromantisk" gestus af kunstneren Miles Greenberg.[13]
- 2021-udgaven fik titlen 'The Shape of Sound' og indeholdt lydinstallationer af kunstnerne Stine Deja, Marie Munk og Jens Settergren. Baseret på teorier af Julia Kristeva, Boris Groys og Mihay Csikszentmihalyi, udforskede en danseforestilling af kunstneren Michele Rizzo og komponisten Lorenzo Senni samspillet mellem technomusik, dans og para-religiøse praksisser. Derudover præsenterede kunstneren Fallon Mayanja forestillingen 'Feminine', der udforskede komponisten Julius Eastmans originale komposition 'The Holy Presence Of Joan D'Arc' og kurator Legacy Russell 's Glitch Feminism Manifest o.
- 2022-udgaven havde titlen 'A Space of Intimacy' og indeholdt en forestilling om queer kærlighed skabt af kunstneren Jules Fischer og cellomusikeren og komponisten Josefine Opsahl. Forestillingen blev anerkendt for sin innovative tilgang af kurator og forfatter Maria Kjær Themsen i avisen Information.